# Victor Massé

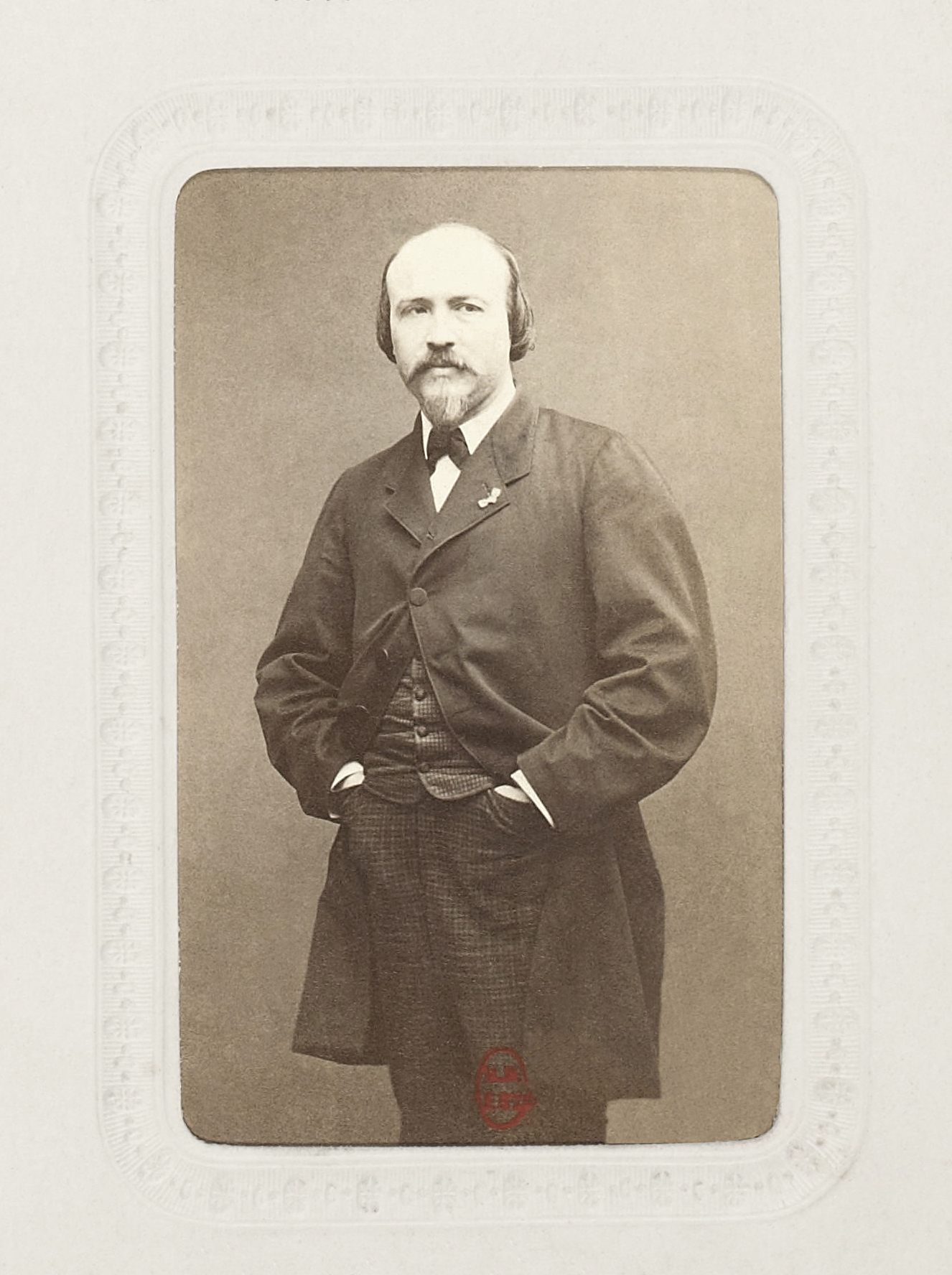
Victor Massé.

Victor Félix Marie Massé, född den 7 mars 1822 i Lorient, död den 5 juli 1884 i Paris, var en fransk operakompositör.
Massé, som var elev av Zimmermann och Halévy vid konservatoriet i Paris, erhöll Rompriset 1844 och gjorde sig, efter återkomsten från en tvåårig resa i Italien och Tyskland, ett namn som romanstonsättare. 
Hans lyckliga debut på Opéra comique med La chanteuse voilée (1850; "Den beslöjade sångerskan", 1868) efterföljdes av många andra operor där, bland vilka endast de närmast följande, Galatée (1852) och Les noces de Jeannette (1853; "Jeannettes bröllop", 1855) liksom La reine Topaze (1856), gjorde större lycka. 
År 1860 blev Massé kormästare vid Stora operan, var 1866–1880 kompositionsprofessor vid konservatoriet och efterträdde 1872 Auber i Académie des beaux-arts. 
Efter lång vila framträdde han med en större opera, Paul et Virginie (1876), som väl hade framgång i Paris, men föll i Wien (1880) och inte heller i Stockholm (1886) visat sig livskraftig. 
För den stora stilen räckte Massés talang inte till, men i opera comiquen utvecklade han mycken finess och behaglig melodi. Hans romanser och visor (Chants bretons, Chants du soir och Chants d'autrefois med mera) är ofta verkligt intagande. 
Han efterlämnade operan Une nuit de Cléopâtre, som gavs 1885. Massés staty (modellerad av Mercié) restes 1887 i hans födelsestad.